# Ninfodoro
Ninfodoro fue un político griego del siglo V a. C., hijo de Piteas y cuñado del rey tracio Sitalces, por su matrimonio con la hermana de éste. Era natural de Abdera.
Fue próxeno de Atenas en Tracia durante la guerra del Peloponeso. Su misión consistió en conseguir en el 431 a. C. la alianza de Sitalces y Pérdicas de Macedonia, ante la revuelta de Potidea y de las ciudades de la Calcídica.
La amistad con Tracia era muy importante para Atenas, tanto por las minas de oro tracias como para reclutar tropas de la zona.

Ninfodoro y Sitalces, convencidos por unos embajadores atenienses que se encontraban en Tracia, traicionaron a los embajadores espartiatas, de la estirpe de los Taltíadas, Nicolao, hijo de Bulis, y a Anaristo, hijo de Espertias, y a Aristeas de Corinto, hijo de Adimanto, que pretendían subir hasta la corte del rey persa Artajerjes I para tratar de ganar su causa a los persas. Los capturaron en las inmediaciones de Bisante, en el Helesponto, y fueron conducidos al Ática en verano del 430 a. C., donde fueron ejecutados en represalia por el asesinato, a manos de los lacedemonios, de unos mercaderes atenienses mientras costeaban el Peloponeso